# Kakistokratie
Kakistokratie bezeichnet in der Politikwissenschaft eine Herrschaft der Schlechtesten. Das Fremdwort leitet sich aus altgriechisch κάκιστος kákistos, deutsch ‚am schlechtesten‘, dem Superlativ von altgriechisch κακός kakós, deutsch ‚schlecht‘, und altgriechisch κρατία kratia, deutsch ‚Herrschaft‘ ab. Ursprünglich wurde der Begriff als Antonym zu Aristokratie verwendet, der Herrschaft der Besten.
Die erstmalige Verwendung ist unbekannt. Der Begriff ist jedoch in der zweiten Hälfte des 18. Jahrhunderts nachweisbar. August Ludwig von Schlözer veröffentlichte 1783 eine Übersetzung einer aus dem Jahr 1782 stammenden Publikation über die Holländische Kakistokratie. Abraham Gotthelf Kästner stellte in seinem Epigramm Gedächtnißreime, vier Staats-Formen zu behalten die Kakistokratie sogar als vierte neben die eigentlichen Staatsformen:

„Sie schelten auf Aristokraten,
Und schwören Haß der Monarchie,
Auch fühlten sie, die Demokraten,
Schon Robespierre’ns Kakistokratie.“

Auch Christoph Martin Wieland sah in der Französischen Revolution die Gefahr einer Kakistokratie.
Hermann Oberth sieht in der Kakistokratie den Weltfeind Nr. 1. Er analysierte und beschrieb 1976 und 1983, was Wähler und Gewählte seiner Meinung nach dagegen tun müssten, „bevor es zu spät ist“.
Verwendet wurde der Begriff unter anderem in Zusammenhang mit der Wahl von Donald Trump zum Präsidenten der Vereinigten Staaten und der Zusammenstellung seines Kabinetts.